# 立山町立立山北部小学校
立山町立立山北部小学校（たてやまちょうりつ たてやまほくぶしょうがっこう）は富山県中新川郡立山町にある公立小学校。

## 校舎概要
現在の校舎には屋上に太陽光パネルが設置されていて、平常時の電力発電に加え、災害時には非常用発電設備として電力を供給出来るようになっている。

## 沿革
個別に出典が提示されていない箇所の出典→。
新川東部小学校
- 1872年 - 神田小学校（道貫小学校）創立。
- 1885年 - 辻小学校と改称。
- 1924年 - 弓庄尋常高等小学校と改称。
- 1947年 - 新川東部小学校と改称。

新川西部小学校
- 1874年 - 浦田に種徳小学校創立。
- 1878年 - 浦田に校舎新築。
- 1892年 - 寺田小学校と改称。
- 1925年 - 寺田尋常高等小学校と改称。
- 1947年 - 新川西部小学校と改称。

立山北部小学校
- 1964年 - 新川東部小学校、新川西部小学校2校を統合し、立山町立北部小学校誕生（2教場制）
- 1965年 - 二ツ塚に鉄筋3階建ての新校舎落成。校旗樹立。同年12月に校歌制定。
- 1979年 - 学校開放、運動場照明灯5基設置。
- 2010年3月 - 屋内運動場（鉄筋コンクリート造2階建て、延床面積約1,800m2、総工費約3億円）竣工[4]。
- 2013年10月17日 - 現校舎（鉄骨造3階建て、延床面積3,456m2、総工費8億7,958万円）の竣工式が行われた。これにより町内学校施設の耐震化率は100％となった[2]

## 通学区域
若宮、寺田、寺田新、浦田、浦田新、二ツ塚、田添、沢端、若林、泉、寺田ことぶき町、女川新、辻、高原の一部

## 進学先
- 立山町立雄山中学校

## 周辺
- 富山地方鉄道立山線稚子塚駅
- 富山県道15号立山水橋線